# Giro dell'Appennino 1995
Il Giro dell'Appennino 1995, cinquantaseiesima edizione della corsa, si svolse il 25 aprile 1995, su un percorso di 209 km. La vittoria fu appannaggio dell'italiano Francesco Casagrande, che completò il percorso in 5h27'30", precedendo i connazionali Davide Rebellin e Wladimir Belli.
I corridori che partirono da Pontedecimo furono 118, mentre coloro che tagliarono il medesimo traguardo furono 29.

## Ordine d'arrivo (Top 10)
| Pos. | Corridore            | Squadra                      | Tempo    |
| ---- | -------------------- | ---------------------------- | -------- |
| 1    | Francesco Casagrande | Mercatone Uno-Saeco          | 5h27'30" |
| 2    | Davide Rebellin      | MG Boys Maglificio-Technogym | s.t.     |
| 3    | Wladimir Belli       | Lampre-Panaria               | s.t.     |
| 4    | Evgenij Berzin       | Gewiss-Ballan                | a 1'04"  |
| 5    | Marco Pantani        | Carrer Jeans-Tassoni         | s.t.     |
| 6    | Alberto Elli         | MG Boys Maglificio-Technogym | a 1'11"  |
| 7    | Oscar Pellicioli     | Team Polti                   | s.t.     |
| 8    | Riccardo Forconi     | Amore & Vita-Galatron        | s.t.     |
| 9    | Nelson Rodríguez     | ZG Mobili-Selle Italia       | s.t.     |
| 10   | Stefano Cattai       | ZG Mobili-Selle Italia       | a 1'18"  |